# Carlow
52°49′50″N 6°55′54″V / 52.83056°N 6.93167°V
Carlow (Irsk: Ceatharlach) er en irsk by i County Carlow og County Laois i provinsen Leinster, i den centrale del af Republikken Irland med en befolkning (inkl. opland) på 20,724 indb. i 2006 (18,487 i 2002)